# Carolina Hoz de Vila
Carolina Delia Hoz de Vila Guzmán (La Paz, 23 de julio de 1983) es escritora, investigadora historiadora y cantautora boliviana, también conocida como "Isadorian". Es licenciada en literatura, con maestría en literatura latinoamericana.
Como periodista trabajó en la redacción de los diarios ‘La Prensa’ y ‘Página Siete’, en la Revista Metro, y en Datos, publicó también  ensayos sobre literatura, sociedad e historia en revistas nacionales y extranjeras. Como escritora participó de la antología poética "Cambio Climático Panorama de la Joven Poesía Boliviana” editada por la Fundación Simón I. Patiño en 2009. En 2010 publicó el libro de poesía "Monstruo del armario",  y contribuyó también en la Antología de "Conrimel" en Santiago de Chile en 2010 y la antología "Santiago en Paz" en el año 2011. Fue poeta invitada por el prestigioso escritor boliviano Benjamín Chávez, para leer sus poemas y  hablar sobre su trabajo en "La Escoba Cultural", durante el 2013.    
En 2018 publicó "Las narrativas de Lispector y Eltit: Un retorno a lo salvaje" como tesis para obtener una maestría en literatura latinoamericana. En 2019 participa de "Liberoamericanas: 80 poetas contemporáneas" una antología que forma parte de una serie de publicaciones que recopilan las obras de autoras de diversos géneros literarios de diferentes países de América Latina, España y Portugal.
En 2020 bajo el seudónimo de "Isadorian" lanza su primera obra musical de género rock metal "El martillo de las brujas", un EP en formato digital con canciones de su autoría, en las que además canta, toca el piano y la guitarra. Su estilo musical escarba en las raíces del Doom Metal, el Rock Gótico e Industrial. Su obra musical habla sobre el Malleus Maleficarum, o "Martillo de las Brujas" el más famoso de los tratados sobre brujería, publicado en 1487. Su concepto musical simboliza el control sobre la libertad de pensamiento y acción por parte de élites gobernantes, instituciones sociales, culturales y familiares. Persecución que sigue en la actualidad por parte de ideologías y prácticas de poder, que encubren la verdad, controlan la información y oprimen a sus ciudadanos.
"El martillo de las Brujas es un bestiario de monstruos, de criaturas fantásticas. Entidades oscuras de carne y hueso que pueden simbolizar a un político, un jefe, un familiar, un ciudadano de paso o  una pareja. Un tiempo son reales, luego se quedan en el subconsciente por mucho tiempo y chupan la sangre.", señala la autora en su página oficial de Facebook. En una entrevista para "La Carne Magazine" detalló Hoz de Vila que su personaje "Isadorian es el cántico de las víctimas de violencia (...) el fantasma de una mujer asesinada que se liberó a través de la música. Su testimonio es como el de Orfeo, viene del fondo de la tierra, pero intenta hablar por todas las personas silenciadas por el sistema." Es así que, el EP  de Isadorian es un homenaje a las víctimas que se "enfrentan a situaciones adversas y salen de pie a través de su capacidad de resiliencia"

## Obra
| Año  | Título                                                       | Obra              |
| ---- | ------------------------------------------------------------ | ----------------- |
| 2009 | Cambio Climático Panorama de la Joven Poesía Boliviana       | Antología poética |
| 2010 | Conrimel                                                     | Antología poética |
| 2010 | Monstruo en el armario                                       | Poesía            |
| 2011 | Santiago en Paz                                              | Antología poética |
| 2018 | Las narrativas de Lispector y Eltit: Un retorno a lo salvaje | Tesis             |
| 2019 | Liberoamericanas 80 poetas contemporáneas                    | Antología poética |
| 2020 | El martillo de las brujas                                    | Musical           |